# Blue Moves
Blue Moves es el undécimo álbum de Elton John, lanzado en 1976 por The Rocket Record Company. Este es el segundo doble LP en estudio de Elton John, tras Goodbye Yellow Brick Road de 1973, el cual fue publicado en la mayoría de los mercados internacionales por su propia compañía, The Rocket Record Company, la cual se haría cargo del lanzamiento de sus discos de aquí en más.
Más allá del tono más obscuro y experimental respecto a trabajos anteriores, el álbum alcanzó el tercer puesto en EE. UU. y Reino Unido, debido al hit sencillo "Sorry Seems to Be the Hardest Word"; en los EE. UU. en particular, Blue Moves fue certificado oro en octubre y platino en diciembre de 1976 respectivamente.

## Grabación
Habiendo completado lo que describió como una "extenuante gira estadounidense", John dio solo un puñado de actuaciones en el momento del lanzamiento y luego anunció (durante un concierto benéfico en Wembley Arena el año siguiente), "No he He estado de gira durante mucho tiempo. Ha sido una decisión dolorosa, si volver a la carretera o no... He tomado una decisión esta noche: este será el último espectáculo... Hay mucho más para mí. que tocar en la carretera". En consecuencia, dejó la escena de giras / presentaciones en vivo por un breve período. Kenny Passarelli, Caleb Quaye, James Newton Howard y Roger Pope tocaron juntos en sus últimos shows como parte de la banda durante el compromiso de siete noches de John en el Madison Square Garden al final de la gira Louder Than Concorde Tour, y fueron despedidos formalmente de la banda después del lanzamiento del álbum. Los espectáculos fueron la última vez que Pope, Passarelli, Quaye y John tocaron juntos. Howard se reincorporaría brevemente a la banda de gira de John en 1980 y trabajaría con él en los espectáculos del Tour De Force Tour de 1986 en Australia y Nueva Zelanda. Solo Davey Johnstone y Ray Cooper regresaron para los papeles en el próximo álbum de John, A Single Man.
John ha declarado que Blue Moves es uno de sus álbumes favoritos de los que ha grabado. Fue el último álbum que Gus Dudgeon produjo con John durante casi una década hasta Ice on Fire de 1985. La portada es de una pintura del artista británico Patrick Procktor, llamada "The Guardian Readers". En los EE. UU., fue certificado oro en octubre y platino en diciembre de 1976 por la RIAA.
En el verano de 2011, George Michael se embarcó en lo que sería su última gira, una gira orquestal por Europa, Reino Unido y Australia. Desde el concierto del 19 de septiembre en el Budapest Sports Arena, Michael interpretó "Idol" en sustitución de "It Doesn't Really Matter". En un concierto especial en el Royal Albert Hall para recaudar fondos para la Fundación Elton John contra el sida, Michael presentó la canción y dijo: "Esta próxima canción fue escrita por alguien que espero que ya haya llegado aquí: Elton. Es una canción que escribió en finales de los 70 y se trata de una estrella del pop que envejece. Es gracioso". Mientras Michael echaba su mirada alrededor de la audiencia, John saludó desde la platea, donde se sentó junto a su socio civil David Furnish y la locutora Janet Street Porter. Después de haber grabado su propia versión de "Tonight" para el álbum Two Rooms en 1991, la voz de Michael en ese concierto terminó en Symphonica de 2014.

## Recepción
Blue Moves ha recibido críticas mixtas desde su lanzamiento. Una revisión contemporánea de Rolling Stone dijo que el álbum "no contiene suficientes canciones buenas para justificar la duración extendida" y que los interludios y los instrumentos se hicieron "hasta la exclusión del sentido". El crítico de Village Voice, Robert Christgau, lo describió como " imposiblemente llorosa" y "excesiva". Lindsay Planer de Allmusic dijo más tarde que el álbum mostraba la "fatiga inevitable" de la "inmensa creatividad" de John que había ayudado a crear los álbumes anteriores de su carrera.

## Lista de canciones
- Todos los temas de Elton John y Bernie Taupin, salvo los indicados.

Lado A
1. "Your Starter for..." (Caleb Quaye) – 1:23
2. "Tonight" – 7:53
3. "One Horse Town" (John, James Newton-Howard, Taupin) – 5:56
4. "Chameleon" – 5:30

Lado B
1. "Boogie Pilgrim" (John, Davey Johnstone, Quaye, Taupin) – 6:06
2. "Cage the Songbird" (John, Johnstone, Taupin) – 3:26
3. "Crazy Water" – 5:43
4. "Shoulder Holster" – 5:11

Lado C
1. Sorry Seems to Be the Hardest Word – 3:51
2. "Out of the Blue" – 6:14
3. "Between Seventeen and Twenty" (John, Johnstone, Quaye, Taupin) – 5:20
4. "The Wide-Eyed and Laughing" (John, Johnstone, Newton-Howard, Quaye, Taupin) – 3:30
5. "Someone's Final Song" – 4:11

Lado D
1. "Where's the Shoorah?" – 4:10
2. "If There's a God in Heaven (What's He Waiting For?)" (John, Johnstone, Taupin) – 4:25
3. "Idol" – 4:10
4. "Theme from a Non-Existent TV Series" – 1:19
5. "Bite Your Lip (Get Up and Dance!)" – 6:44

## Posicionamiento en listas

### Posicionamiento semanal
| País         | Posición |
| ------------ | -------- |
| Australia    | 8        |
| Canadá       | 4        |
| Dinamarca    | 5        |
| Países Bajos | 7        |

## Certificaciones
| Región                                        | Certificado | Unidades/ventas |
| --------------------------------------------- | ----------- | --------------- |
| Australian Recording Industry Association     | Platino     | 50.000          |
| Music Canada                                  | Oro         | 50.000          |
| Syndicat National de l'Édition Phonographique | Oro         | 100.000         |
| British Phonographic Industry                 | Oro         | 100.000         |
| Recording Industry Association of America     | Platino     | 1.000.000       |